# Nils-Larsen-Gletscher
Der Nils-Larsen-Gletscher (norwegisch Nils Larsenbreen) ist ein Gletscher an der Lazarew-Küste der westantarktischen Peter-I.-Insel. Er mündet unmittelbar nördlich der Norvegia Bay in die Bellingshausen-See.
Bei der vom norwegischen Walfangunternehmer Lars Christensen finanzierten zweiten Antarktisfahrt der Norvegia (1928–1929) erkundete die Besatzung die Insel im Februar 1929. Namensgeber des Gletschers ist Nils Larsen (1900–1976), der Kapitän des Schiffs.